# Sumba (Färöer)
Sumba [ˈsʊmpa] (dänischer Name: Sumbø) ist – abgesehen von dem verlassenen Ort und Leuchtturmstandort Akraberg – der südlichste Ort der Färöer auf der Insel Suðuroy.
- Einwohner: 250 (1. Januar 2007)
- Postleitzahl: FO-970
- Kommune: Sumbiar kommuna
- Fußballverein: SÍ Sumba (Sumbiar Ítróttarfelag)

|  |
|  |

Zur Kommune Sumba gehören die Orte Lopra, Víkarbyrgi und Akrar. Zusammen hatte die Gemeinde Ende 2002 genau 431 Einwohner.
Sumba ist der südlichste Ort auf Suðuroy und liegt an deren Westküste. Westlich vorgelagert ist der 7 Hektar große, unbewohnte Sumbiarhólmur, einer der elf Holme der Färöer. Im Sommer weiden Schafe auf dem Holm, der durch die zahlreichen Seevögel gut gedüngt ist. 
Es wird vermutet, dass Sumba der älteste Ort der Färöer ist. Ausgrabungen lassen auf eine Besiedlung seit ca. 625 schließen. Das war die Zeit lange vor der Landnahme der Wikinger. Hier siedelten sehr wahrscheinlich die ersten Mönche aus Irland, die den Archipel entdeckten und betraten. Der Name Sumba deutet etymologisch auf eine keltische Herkunft hin und bedeutet „Südbucht“.
Sumba lag lange Zeit verhältnismäßig abgeschieden, und so konnte sich hier eine Form des färöischen Kettentanzes entwickeln, die einzigartig ist. Die Tanzgruppe von Sumba ist auf dem ganzen Archipel berühmt und gewann 1977 den Europapreis für Volkskunst.

## Sehenswertes
Tourismustipps von Erik Christensen, Porkeri
Gehe zum Hafen hinunter und beobachte die hohen Wellen und die Brandung. Halte Abstand. Bei stürmischem Wetter kann es gefährlich sein, zu nahe heranzugehen. Im Sommer kann man oft Seehunde im Hafenbecken spielen sehen. Bei Weststurm ist es ein Erlebnis, von Vágur durch den Tunnel nach Sumba zu fahren und aus dem Wagen die Brandung zu beobachten. Empfehlenswert ist auch, von Sumba aus den Sonnenuntergang zu beobachten.
Erkundige dich in Sumba, ob die Möglichkeit zu einer Bootsfahrt auf eigenes Risiko zu den Vogelfelsen besteht. Bei klarem und ruhigem Wetter ist das ein Erlebnis, das man nie vergisst.
Zur Südspitze der Insel, dem Leuchtturm Akraberg, führt eine kleine Straße. Die Straße nach Lopra im Norden führt entlang des mächtigen Vorgebirges Beinisvørð, einem der bekanntesten Plätze, um die färöische Vogelwelt zu beobachten.

## Persönlichkeiten
- Poul F. Joensen (1898–1970), Dichter und Satiriker
- Jóhan Hendrik Winther Poulsen (1934–2022), Linguist